# Russie aux Jeux européens de 2015
La Russie participe aux jeux européens de 2015. Elle se classe 1re nation au classement des médailles.
La délégation russe comprend 620 personnes (entraineurs, masseurs, médecins, sportifs...) dont 367 athlètes.

## Médaillés
| Maria Bersneva     |  | Elena Kotanchyan         |  |  |
| Anastasia Fedotova |  | Alena Serzhantova        |  |  |
| Daria Gerzanich    |  | Svetlana Stepakhina      |  |  |
| Evgenia Golovina   |  | Veronika Vakhitova       |  |  |
| Anna Isakova       |  | Elizaveta Zaplatina      |  |  |
| Polina Kempf       |  | Aleksandra Zelenkovskaia |  |  |
| Bella Khamzaeva(С) |  |                          |  |  |

| Andreï Boukhlitski  |  | Artur Paporotnyi  |  |  |
| Yury Gorchinskiy    |  | Anatoly Peremitin |  |  |
| Yury Krasheninnikov |  | Kirill Romanov    |  |  |
| Ilia Leonov (C)     |  | Iegor Chaïkov     |  |  |
| Alekseï Makarov     |  | Dmitrii Shishin   |  |  |
| Ivan Ostrovskii     |  | Anton Shkarin     |  |  |